# Montellano
Montellano – gmina w Hiszpanii, w prowincji Sewilla, w Andaluzji, o powierzchni 116,71 km². W 2011 roku gmina liczyła 7162 mieszkańców.